# Michael de Leone
Œuvres principales
Hausbuch des Michael de Leone
Michael de Leone, né vers 1300 à Wurtzbourg et mort le 3 janvier 1355 – à l'origine appelé Michael von Mainz et parfois appelé Michael Jude, était un historien, spécialiste en droit constitutionnel, notaire impérial et protonotaire épiscopal de l'évêque de Wurtzbourg Otto von Wolfskeel.
Son nom alternatif, Michael Jude, et son blason, comprenant trois chapeaux juifs, pourraient indiquer des ancêtres juifs mais il n'y aucune preuve de cela.

## Biographie
Il est issu d'une riche famille de la région rhénane. 
Il a étudié et est devenu maître en droit à Bologne. Son père est probablement un avocat juif nommé Conrad. Après avoir été maire près de Mayence, la famille a déménagé à Wurtzbourg et attacha à son nom le latin « de Moguncia » (« von Mainz », « de Mayence »). Michael avait deux frères : Konrad, également avocat et mort en 1345 et Peter. Il avait un neveu, Jacob de Leone, qui fut exécuté après la bataille de Bergtheim. 
En 1332, il déménage dans la Hof zum großen Löwen, située au 6 de l'actuelle Dominikanergasse. C'est dans cette résidence qu'il choisit de changer son nom en 1336 pour se faire appeler « de Leone » (latin pour « lion »).

## Sources